# Hexatoma nubeculosa
Hexatoma nubeculosa är en tvåvingeart. Hexatoma nubeculosa ingår i släktet Hexatoma och familjen småharkrankar.

## Underarter
Arten delas in i följande underarter:
- H. n. nubeculosa
- H. n. longivena